# Église évangélique copte

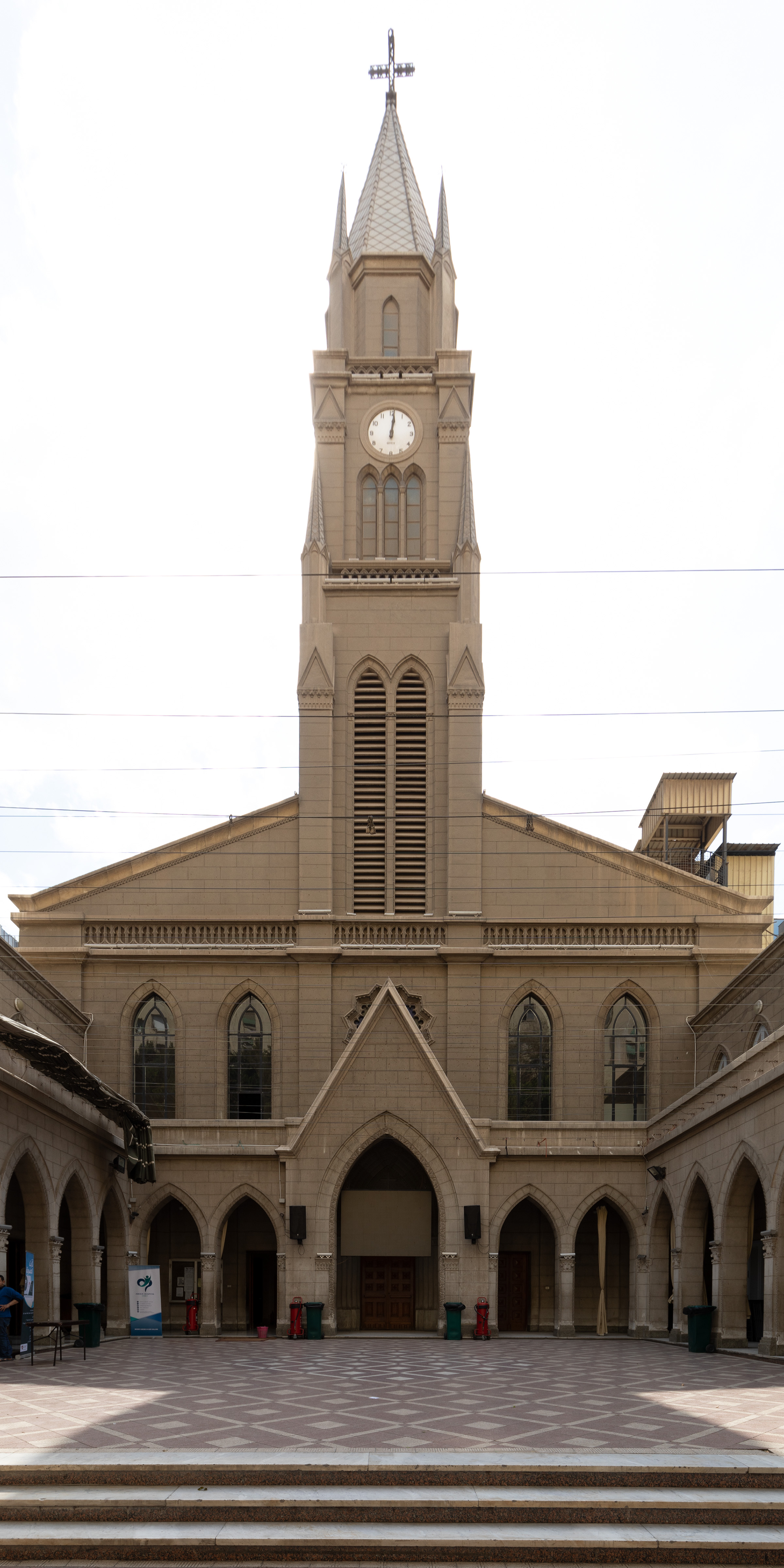
Une église copte en Egypte

Pour les articles homonymes, voir Copte (homonymie).
L'Église évangélique copte ou Église évangélique d'Égypte - Synode du Nil est une Église protestante de tendance presbytérienne née de l'activité de missionnaires protestants dans la communauté copte en Égypte à partir du XIXe siècle. C'est aujourd'hui la plus importante communauté protestante du Proche-Orient avec plus de 100 000 membres.
Elle est membre de la Communion mondiale d'Églises réformées ainsi que du Conseil des Églises du Moyen-Orient.

## Histoire
Elle a été fondée en 1860 par un missionnaire presbytérien écossais nommé William McClure. Il a commencé à travailler en Égypte en 1854 et a commencé d'enseigner l'Évangile aux Égyptiens. En 1859, il a baptisé six chrétiens coptes dans le Nil et a commencé à prêcher dans une église anglicane. En 1860, il a fondé la première église évangélique copte à Abdeen, un quartier du Caire.
D'abord partie de l'Église presbytérienne unie aux États-Unis, l'Église est devenue autonome en 1957. Elle est officiellement indépendante depuis 1958.[réf. nécessaire]

## Organisation
L'Église est membre de l'Alliance réformée mondiale.

## Action éducative et sociale
L'Église dispose d'un bon réseau scolaire et hospitalier.